# الأبواب المغلقة (مسلسل)
جريمة قتل سيدة تدعى زينب عبد القادر يحقق فيها وكيل النيابة الشاب عادل ولكن مع التحقيق يتعلق بالمتهمة الأولى زينات ما يثير انزعاج خطبيته نيفين وعدائية ابيه له ومع استمرار التحقيق تتكشف معلومات جديدة عن الماضى تصل بالنهاية ان القاتل هو والد عادل وان زينات هي ابنتة الغير شرعية من زينب وقتل زينب لكى يحافظ ع السر وسمعته يواجه عادل ابيه بالحقائق فينتحر بعد اعترافه بها ويعود عادل إلى نيفين

## بطولة
| - حسن السبكي: عادل شوكت - وكيل النيابة - أحمد عبد المجيد : دور ياسين - شاهيناز: نيفين خطيبة عادل - نظيم شعراوي: شوكت أبو عادل - القاتل الحقيقي - نبيل الهجرسي: توفيق أخو نيفين - ميمي شكيب: أم نيفين - عبد الخالق صالح: أبو نيفين - السيد راضي: عبد العظيم الطشت - عبد الغني النجدي: عبد المعين أبو سالم - سيد غنيم - ممدوح زايد | - زوزو ماضي: زينب عبد القادر - القتيلة - نجوى السيد: زينات شوقي- المتهمة الاولى - عبد العليم خطاب: الشيخ دسوقي ناظر العزبة - عزيزة حلمي: أم عادل - محمد شوقي: بائع العيش - صبري عبد العزيز: ظابط بالقرية - صالح الإسكندراني - كمال سليمان - أنعام سالوسة - إبراهيم السيد | - إحسان القلعاوي: ام زينات بالتبني - محمد رضا: زوج ام زينات بالتبنى - سامي طموم: يوزباشي احمد فهمي - رأفت فهيم - زكريا موافي: أحد رجال شوكت - بليغ حبشي أحد رجال شوكت - محسن حسنين: أحد رجال شوكت - محمود صبحي - قدرية كامل: مبروكة السيد | - سمير صبري: ضيف شرف - محمد عوض: ضيف شرف - طلعت عطية - فوزية إبراهيم - إسكندر منسي - حسين إسماعيل: سلامة عامل بكباريه - عبد المنعم عوف - عباس رحمي: طبيب والدة عادل - أنور مدكور |

## فريق العمل
| - تأليف: أمين يوسف غراب - مدير التصوير: سعيد بكر - مساعد المخرج: أحمد فؤاد توفيق - سعيد عبد الله - المصور: فاروق عبد الجواد - مهندس الصوت: مصري عبد النور - تسجيل: صبحي الجمل | - الموسيقى التصويرية: حسين جنيد - مهندس الديكور: أنطون بوليزويس - مدير الإنتاج: محمد طموم - مونتاج: عطية عبده - مساعد مونتاج: صلاح بسيوني - نيجاتيف: انجا وميلا | - مساعدة: عناية عبد العزيز - مكياج: محمود متولي - سكربت: عصمت عفيفي - ريجيسير: محمد خانكة - إخراج: عبد المنعم شكري |